# Liste des vidéos les plus visionnées sur YouTube

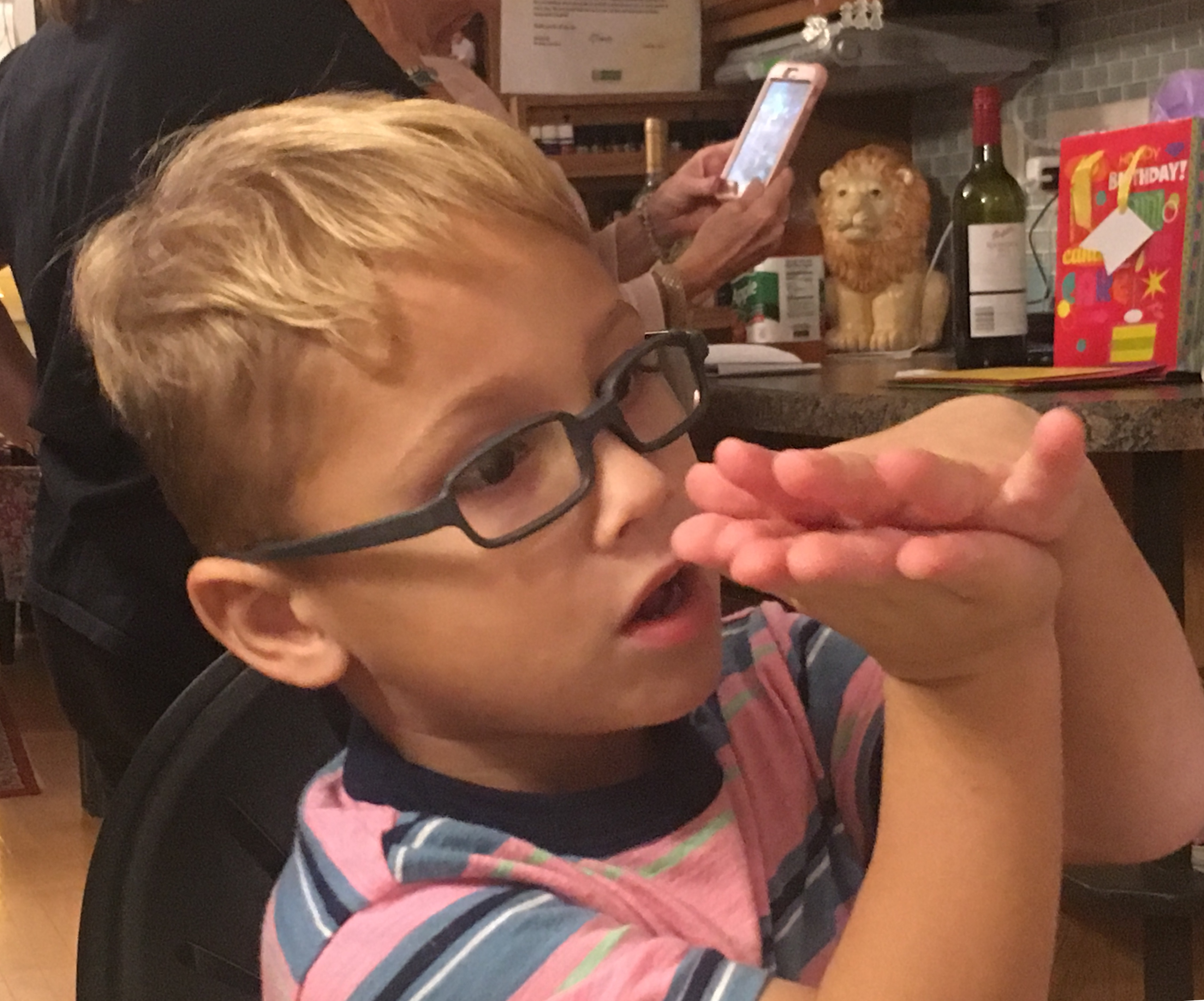
Un jeune garçon faisant la danse Baby Shark identifiable par ses mains imitant la bouche d'un requin.

Cet article est la liste de vidéos les plus vues sur la plate-forme d'hébergement de vidéos en ligne YouTube.

## Historique
En septembre 2005, Ronaldinho Touch of Gold devient la première vidéo de YouTube à atteindre le million de vues,. Evolution of Dance de Judson Laipply, mise en ligne en avril 2006, cumule plus de 70 millions de vues en huit mois, devenant rapidement l'une des vidéos les plus vues de l'année,. Pendant plus de 18 mois, la vidéo est restée la plus visionnée de la plate-forme. En mars 2008, un remix de Music Is My Hot Hot Sex du groupe brésilien Cansei de Ser Sexy relègue Evolution of Dance à la deuxième place et devient la première vidéo de YouTube à dépasser les 100 millions de vues. Ce remix, qui cumulait 114 281 553 vues, est par la suite supprimé à la suite d'une controverse sur une manipulation de son nombre de vues.
Evolution of Dance est ensuite dépassé par Girlfriend d'Avril Lavigne en juillet 2008, qui dépasse les 110 millions de vues en septembre de la même année. Les vues de la vidéo sont néanmoins gonflées artificiellement par les fans de la chanteuse via sa fan page. Evolution of Dance finit par retourner à la première place au fil du temps, jusqu'à ce que la vidéo soit dépassée par Charlie Bit My Finger en octobre 2009, qui est à son tour détrônée par Bad Romance de Lady Gaga en avril 2010, la première vidéo de YouTube à atteindre le seuil des 200 millions de vues.
En juillet 2010, Baby de Justin Bieber et Ludacris détrône Bad Romance. Pendant deux ans, Baby reste la vidéo la plus visionnée de YouTube. La vidéo atteint le cap des 500 millions de vues en mars 2011. Le 24 novembre 2012, Gangnam Style de Psy dépasse Baby avec 803 millions de vues,. Le 21 décembre de la même année, le clip devient la première vidéo de YouTube à dépasser le milliard de vues ; il atteint ensuite les 2 milliards de vues en mai 2014. Baby dépasse à son tour la barre du milliard de vues en juin 2015, devenant alors la deuxième vidéo de YouTube à franchir ce cap. Une dizaine d'autres vidéos dépassent par la suite le milliard de vues au cours de l'année 2015.
Le 18 janvier 2016, Hello d'Adele atteint le milliard de vues, au bout de 88 jours de mise en ligne, et devient ainsi le clip à atteindre le plus rapidement ce palier. Sorti en janvier 2017, le clip Despacito de Luis Fonsi et Daddy Yankee cumule 2 milliards de vues en seulement 155 jours. Le 10 juillet de la même année, See You Again de Wiz Khalifa et Charlie Puth dépasse Gangnam Style et devient à son tour la vidéo la plus visionnée de la plate-forme. Le 4 août, Despacito dépasse See You Again et devient la première vidéo de YouTube à atteindre 3 milliards de vues,. See You Again atteint le cap des 3 milliards de vues deux jours plus tard, tandis que Gangnam Style l'atteint le 25 novembre de la même année. Despacito est la première vidéo à atteindre le seuil des 4 milliards de vues (en octobre 2017), des 5 milliards de vues (en avril 2018), des 6 milliards de vues (en février 2019), des 7 milliards de vues (en octobre 2020).
Le 2 novembre 2020, après être restée 3 ans la vidéo la plus visionnée sur YouTube, Despacito est détrônée par Baby Shark de Pinkfong,. Baby Shark atteint le seuil des 8 milliards de vues en février 2021, le seuil des 9 milliards de vues en juillet 2021, le seuil des 10 milliards de vues le 13 janvier 2022, celui des 15 milliards fin aout 2024 et celui des 16 milliards en juin 2025.

## Liste des vidéos
Cette liste recense les trente vidéos les plus visionnées de la plate-forme.
| Rang | Titre                                                        | Auteur                                        | Nombre de vues en milliards au 17 juillet 2025 | Date de mise en ligne |
| ---- | ------------------------------------------------------------ | --------------------------------------------- | ---------------------------------------------- | --------------------- |
| 1    | Baby Shark                                                   | Pinkfong                                      | 16,085                                         | 18 juin 2016          |
| 2    | Despacito                                                    | Luis Fonsi feat. Daddy Yankee                 | 8,770                                          | 13 janvier 2017       |
| 3    | Wheels on the Bus                                            | CoComelon                                     | 7,742                                          | 24 mai 2018           |
| 4    | Bath Song                                                    | CoComelon & Kids Songs                        | 7,171                                          | 2 mai 2018            |
| 5    | Johny Johny Yes Papa: The Best Song for Children LooLoo Kids | LooLoo Kids                                   | 7,078                                          | 8 octobre 2016        |
| 6    | See You Again                                                | Wiz Khalifa feat. Charlie Puth                | 6,734                                          | 7 avril 2015          |
| 7    | Phonics Song with TWO Words                                  | Chu Chu TV                                    | 6,592                                          | 6 mars 2014           |
| 8    | Shape of You                                                 | Ed Sheeran                                    | 6,518                                          | 30 janvier 2017       |
| 9    | Gangnam Style                                                | Psy                                           | 5,640                                          | 15 juillet 2012       |
| 10   | Uptown Funk                                                  | Mark Ronson feat. Bruno Mars                  | 5,613                                          | 19 novembre 2014      |
| 11   | Axel F                                                       | Crazy Frog                                    | 5,329                                          | 17 juin 2009          |
| 12   | Learning colors colorful eggs on a Farm                      | Miroshka TV                                   | 5,299                                          | 27 février 2018       |
| 13   | Dame Tu Cosita                                               | El Chombo feat. Cutty Ranks                   | 5,117                                          | 5 avril 2018          |
| 14   | Shree Hanuman Chalisa                                        | T-Series                                      | 4,740                                          | 10 mai 2011           |
| 15   | Masha and the bear Ep. 17                                    | Get Movies                                    | 4,651                                          | 31 janvier 2012       |
| 16   | Baa, Baa, Black Sheep                                        | Cocomelon & Kids Song                         | 4,543                                          | 25 juin 2018          |
| 17   | Ladki Ki Kathi                                               | Jingle Toons                                  | 4,459                                          | 14 juin 2018          |
| 18   | Waka Waka                                                    | Shakira feat. Freshlyground                   | 4,290                                          | 5 juin 2010           |
| 19   | Sugar                                                        | Maroon 5                                      | 4,262                                          | 14 janvier 2015       |
| 20   | Counting Stars                                               | OneRepublic                                   | 4,208                                          | 31 mai 2013           |
| 21   | Roar                                                         | Katy Perry                                    | 4,176                                          | 5 septembre 2013      |
| 22   | Humpty the Train on a Fruits Ride                            | Kiddiestv Hindi - Nursery Rhymes & Kids Songs | 4,163                                          | 26 janvier 2018       |
| 23   | Dark Horse                                                   | Katy Perry feat. Juicy J                      | 4,013                                          | 20 février 2014       |
| 24   | Sorry                                                        | Justin Bieber                                 | 3,985                                          | 22 octobre 2015       |
| 25   | Baby Shark                                                   | CoComelon & Kids Songs                        | 3,988                                          | 21 novembre 2017      |
| 26   | Perfect                                                      | Ed Sheeran                                    | 3,987                                          | 9 novembre 2017       |
| 27   | Thinking Out Loud                                            | Ed Sheeran                                    | 3,906                                          | 7 octobre 2014        |
| 28   | Let Her Go                                                   | Passenger                                     | 3,866                                          | 25 juillet 2012       |
| 29   | Girls Like You                                               | Maroon 5 feat. Cardi B                        | 3,862                                          | 31 mai 2018           |
| 30   | Faded                                                        | Alan Walker                                   | 3,841                                          | 3 décembre 2015       |